# Etzalcualiztli
Etzalcualiztli é o sexto mês do calendário asteca. É também um festival na religião asteca dedicado a Tlaloc e Chalchihuitlicue.